# Scânteiești
Scânteiești es una comuna ubicada en el distrito de Galați, Rumania.

## Superficie
Posee una superficie de 50,18 kilómetros cuadrados.

## Demografía
Hasta 2021 la población era de 2283 habitantes, con una densidad de población de 45,50 habitantes por kilómetro cuadrado.